# Chartreuse de Vaucluse
Pour les articles homonymes, voir Vaucluse.
 (septembre 2008).
Si vous disposez d'ouvrages ou d'articles de référence ou si vous connaissez des sites web de qualité traitant du thème abordé ici, merci de compléter l'article en donnant les références utiles à sa vérifiabilité et en les liant à la section « Notes et références ».
La chartreuse de Vaucluse (du nom de la forêt qui la domine) est une ancienne chartreuse située à Onoz (Jura), aujourd'hui disparue. Elle était située sur la rive droite de l'Ain jusqu'à la construction dès 1965 sur la rivière du barrage de Vouglans et à la mise en eau en 1968 du lac de Vouglans qui conduisit à l'engloutissement de l'édifice par plus de 45 mètres de fond.

## Histoire
Fondée en 1139, à la suite de diverses donations dont celle d'un vaste domaine de 850 hectares  par Hugues de Cuiseaux, alors seigneur de Virechatel (à Onoz), la chartreuse de Vaucluse est l'une des plus anciennes de l'ordre  cartusien. La chartreuse fut reconstruite entre 1756 et 1757 puis d'autres campagnes de reconstruction s'ensuivirent en 1766 et en 1787. Malgré ces reconstructions successives, il subsiste néanmoins quelques éléments des bâtiments originels du XIIe siècle, comme les jardins en terrasse bordant la rivière.
En 1790, pendant les troubles de la Révolution française, la chartreuse fut pillée. On retrouve certains éléments, comme des stalles, dans différents édifices religieux des environs, à Menouille (commune de Cernon), Onoz, Vescles, Moirans, dont on ne sait si ces éléments ont été donnés par les derniers religieux, ou achetés par les paroisses. 
En 1791, tous les biens de la communauté monastique de la chartreuse ont été confisqués par l’État français et vendus sur la place d'Orgelet. Les lieux de la Chartreuse proprement dite, bâtiments et terres agricoles immédiatement alentour, ont été vendus à cette date à un habitant de Moirans qui les utilisa comme exploitation agricole. Ils furent ensuite vendus à des propriétaires successifs dont la famille Michon du Marais, dernier propriétaire connu. Cette dernière a dû vendre à EDF les constructions et les terres situées en dessous du niveau 429 NGF pour les besoins de la retenue du barrage de Vouglans, mais est restée propriétaire des terres au-dessus du niveau 429 sur lesquelles seront reconstruits, aux frais d'EDF, les vestiges du portail d'entrée.   
L'engloutissement du site avec la vallée de l'Ain a eu lieu en 1968 donnant naissance à l'actuel lac de Vouglans.
La chartreuse fait l’objet d’une inscription au titre des monuments historiques depuis le 15 juillet 1927, au titre de l'architecture du XVIIIe siècle, puis en 1971 pour le portail et les pavillons latéraux  qui ont  été sauvegardés hors d'eau et reconstruits  sur une plateforme qui domine le site de l'ancienne chartreuse.

## Le site aujourd'hui

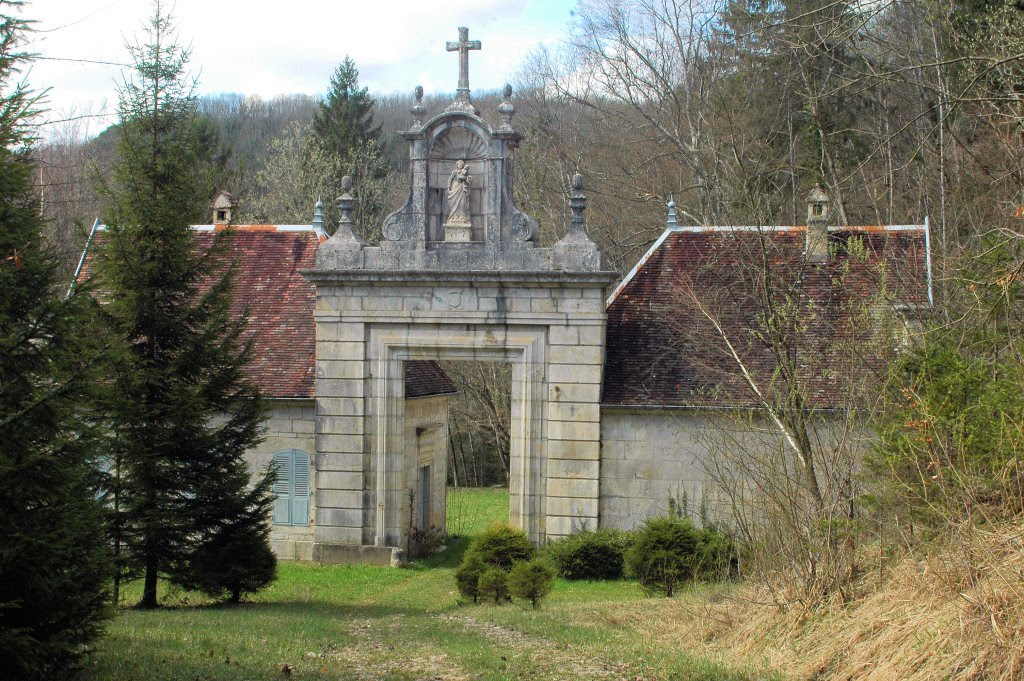
Portail après son remontage.

De la chartreuse, il ne subsiste que le portail et les pavillons d'entrée du monument qui ont soigneusement été démontés puis remontésau-dessus du niveau des eaux du lac. Cette reconstruction, aux frais d'EDF, eut lieu grâce à l'acharnement de la dernière propriétaire, madame Olga Michon du Marais, épouse Joly Lyautey de Colombe[réf. nécessaire].
Le site immergé de la chartreuse qui est situé au niveau de la berge la plus basse de la rivière d'Ain d'alors, à la cote 370 NGF, se trouve à une profondeur comprise entre 45 et 70 mètres sous le niveau 429 NGF des plus hautes eaux de la retenue du barrage de Vouglans. Il n'est accessible qu'à des plongeurs expérimentés en raison de l'obscurité totale des lieux et d'une température de l'eau variant entre 2 degrés en hiver et 8 degrés en été.

## Expérience insolite
Une pression supérieure à 6 bars, une eau froide et obscure ainsi qu'une teneur en oxygène inférieure à 8 mg/litre ont conduit la société vigneronne Henri Maire, le 24 mai 2008, à immerger volontairement dans les ruines de la chartreuse 276 bouteilles de vin (dont du vin jaune d'Arbois) dans le but de tester l'évolution de leur contenu.
Tous les vingt ans, une caisse de vingt-quatre bouteilles sera remontée à la surface en vue d’observer le vieillissement du vin à une telle profondeur, en parallèle avec les bouteilles naturellement conservées en cave.